# Karabin Accuracy International AWP
AWP (Arctic Warfare Police) – powtarzalny karabin wyborowy produkowany przez brytyjską firmę Accuracy International. Jest to wariant karabinu AW przeznaczony głównie dla formacji policyjnych. Zaprezentowany w roku 1997.
Broń ma zintegrowany, składany dwójnóg. Konstrukcja karabinu zapobiega oblodzeniu do temperatury poniżej -40° C. Kolba syntetyczna może zostać w razie potrzeby przedłużona za pomocą przekładek kompensujących. 
W karabinie zastosowano celownik optyczny Schmidt & Bender 3–12 × 50 Mk II.